# ISO 3166-2:AZ
Kódy ISO 3166-2 pro Ázerbájdžán identifikují 66 rajónů, 11 obcí a 1 autonomní republiku (stav v roce 2015). První část (AZ) je mezinárodní kód pro Ázerbájdžán, druhá část sestává ze dvou (identifikujících město) nebo tří písmen identifikujících rajón.

## Změny
- Věstník I-2 Archivováno 31. 1. 2012 na Wayback Machine. – mění kód Nachičevanu AZ-MM na AZ-NX
- Věstník II-3 – přidává AZ-KAN a AZ-NV, odebírá AZ-SS (Şuşa), mění AZ-AB na AZ-SR, AZ-DAV na AZ-SBN a AZ-XAN na AZ-GYG

## Seznam kódů

### Autonomní republika
| Kod   | Subjekt    | originální název |
| ----- | ---------- | ---------------- |
| AZ-NX | Nachičevan | Naxçıvan         |

### Rajóny a města
| Kod    | Subjekt     | originální název | poznámka                          |
| ------ | ----------- | ---------------- | --------------------------------- |
| AZ-ABS | Apšeron     | Abşeron          |                                   |
| AZ-AGC | Agdžabadi   | Ağcabädi         |                                   |
| AZ-AGM | Agdam       | Ağdam            |                                   |
| AZ-AGS | Agdaš       | Ağdaş            |                                   |
| AZ-AGA | Agstafa     | Ağstafa          |                                   |
| AZ-AGU | Agsu        | Ağsu             |                                   |
| AZ-AST | Astara      | Astara           |                                   |
| AZ-BA  | Baku        | Bakı             | město                             |
| AZ-BAB | Babek       | Babäk            | NX                                |
| AZ-BAL | Balakan     | Balakän          |                                   |
| AZ-BAR | Barda       | Bärdä            |                                   |
| AZ-BEY | Bejlagan    | Beyläqan         |                                   |
| AZ-BIL | Bilasuvar   | Biläsuvar        |                                   |
| AZ-CAB | Džabrail    | Cäbrayıl         |                                   |
| AZ-CAL | Džalilabad  | Cälilabab        |                                   |
| AZ-CUL | Džulfa      | Culfa            | NX                                |
| AZ-DAS | Daškasan    | Daşkäsän         |                                   |
| AZ-FUZ | Fizuli      | Füzuli           |                                   |
| AZ-GA  | Gəncə       | Gəncə            | město                             |
| AZ-GAD | Gadabaj     | Gädäbäy          |                                   |
| AZ-GOR | Goranboj    | Goranboy         |                                   |
| AZ-GOY | Gojčaj      | Göyçay           |                                   |
| AZ-GYG | Göygöl      | Göygöl           | dříve AZ-XAN (Xanlar)             |
| AZ-HAC | Hajigabul   | Hacıqabul        |                                   |
| AZ-IMI | Imišli      | İmişli           |                                   |
| AZ-ISM | Ismailli    | İsmayıllı        |                                   |
| AZ-KAL | Kalbadžar   | Kälbäcär         |                                   |
| AZ-KAN | Kangarli    | Kəngərl          | NX                                |
| AZ-KUR | Kurdamir    | Kürdämir         |                                   |
| AZ-LA  | Lankaran    | Länkäran         | město                             |
| AZ-LAC | Lačin       | Laçın            |                                   |
| AZ-LAN | Lankaran    | Länkäran         |                                   |
| AZ-LER | Lerik       | Lerik            |                                   |
| AZ-MAS | Masally     | Masallı          |                                   |
| AZ-MI  | Mingačevir  | Mingäçevir       | město                             |
| AZ-NA  | Naftalan    | Naftalan         | město                             |
| AZ-NEF | Neftčala    | Neftçala         |                                   |
| AZ-NV  | Nachičevan  | Naxçıvan Şəhər   | město NX                          |
| AZ-OGU | Oguz        | Oğuz             |                                   |
| AZ-ORD | Ordubad     | Ordubad          | NX                                |
| AZ-QAB | Gabala      | Qäbälä           |                                   |
| AZ-QAX | Gach        | Qax              |                                   |
| AZ-QAZ | Gazach      | Qazax            |                                   |
| AZ-QOB | Gobustan    | Qobustan         |                                   |
| AZ-QBA | Guba        | Quba             |                                   |
| AZ-QBI | Gubadli     | Qubadlıv         |                                   |
| AZ-QUS | Gusar       | Qusar            |                                   |
| AZ-SA  | Šeki        | Şäki             | město                             |
| AZ-SAT | Saatly      | Saatlı           |                                   |
| AZ-SAB | Sabirabad   | Sabirabad        |                                   |
| AZ-SAD | Sadarak     | Sädäräk          | NX                                |
| AZ-SAH | Šahbuz      | Şahbuz           | NX                                |
| AZ-SAK | Šeki        | Şäki             |                                   |
| AZ-SAL | Salyan      | Salyan           |                                   |
| AZ-SM  | Sumgaıt     | Sumqayıt         | město                             |
| AZ-SMI | Šamachi     | Şamaxı           |                                   |
| AZ-SKR | Šamkir      | Şämkir           |                                   |
| AZ-SMX | Samuch      | Samux            |                                   |
| AZ-SAR | Šarur       | Şärur            | NX                                |
| AZ-SBN | Šabran      | Şabran           | dříve AZ-DAV (Däväçi)             |
| AZ-SIY | Siazan      | Siyäzän          |                                   |
| AZ-SR  | Širvan      | Şirvan           | město, dříve AZ-AB (Äli Bayramlı) |
| AZ-SS  | Šuša        | Şuşa             | město, zrušeno Věstníkem II-3     |
| AZ-SUS | Šuša        | Şuşa             |                                   |
| AZ-TAR | Tartar      | Tärtär           |                                   |
| AZ-TOV | Tovuz       | Tovuz            |                                   |
| AZ-UCA | Udžar       | Ucar             |                                   |
| AZ-XA  | Stěpanakert | Xankändi         | město                             |
| AZ-XAC | Chačmaz     | Xaçmaz           |                                   |
| AZ-XIZ | Chizi       | Xızı             |                                   |
| AZ-XCI | Chodžali    | Xocalı           |                                   |
| AZ-XVD | Chočavend   | Xocavänd         |                                   |
| AZ-YAR | Jardymli    | Yardımlı         |                                   |
| AZ-YE  | Jevlach     | Yevlax           | město                             |
| AZ-YEV | Jevlach     | Yevlax           |                                   |
| AZ-ZAN | Zangilan    | Zängilan         |                                   |
| AZ-ZAQ | Zagatala    | Zaqatala         |                                   |
| AZ-ZAR | Zardab      | Zärdab           |                                   |